# Pléhédel
Pléhédel [pleedɛl] est une commune française située dans le département des Côtes-d'Armor en région Bretagne.

## Héraldique
| Blason | Blasonnement : Écartelé : aux 1 et 4 de gueules à une molette d'argent ; aux 2 et 3 d'azur plein. |

## Géographie
| Yvias    | Kerfot   | Plouezec |
| Lanleff  | Pléhédel | Lanloup  |
| Tréméven | Pludual  | Plouha   |

### Hydrographie
Pour un article plus général, voir Réseau hydrographique des Côtes-d'Armor.
La commune est située dans le bassin Loire-Bretagne. Elle est drainée par le Kerguidoué et le Kergolo,,.
Le Kerguidoué, d'une longueur de 21 km, prend sa source dans la commune de Lantic et se jette  dans le Leff à Tréméven, après avoir traversé sept communes. 

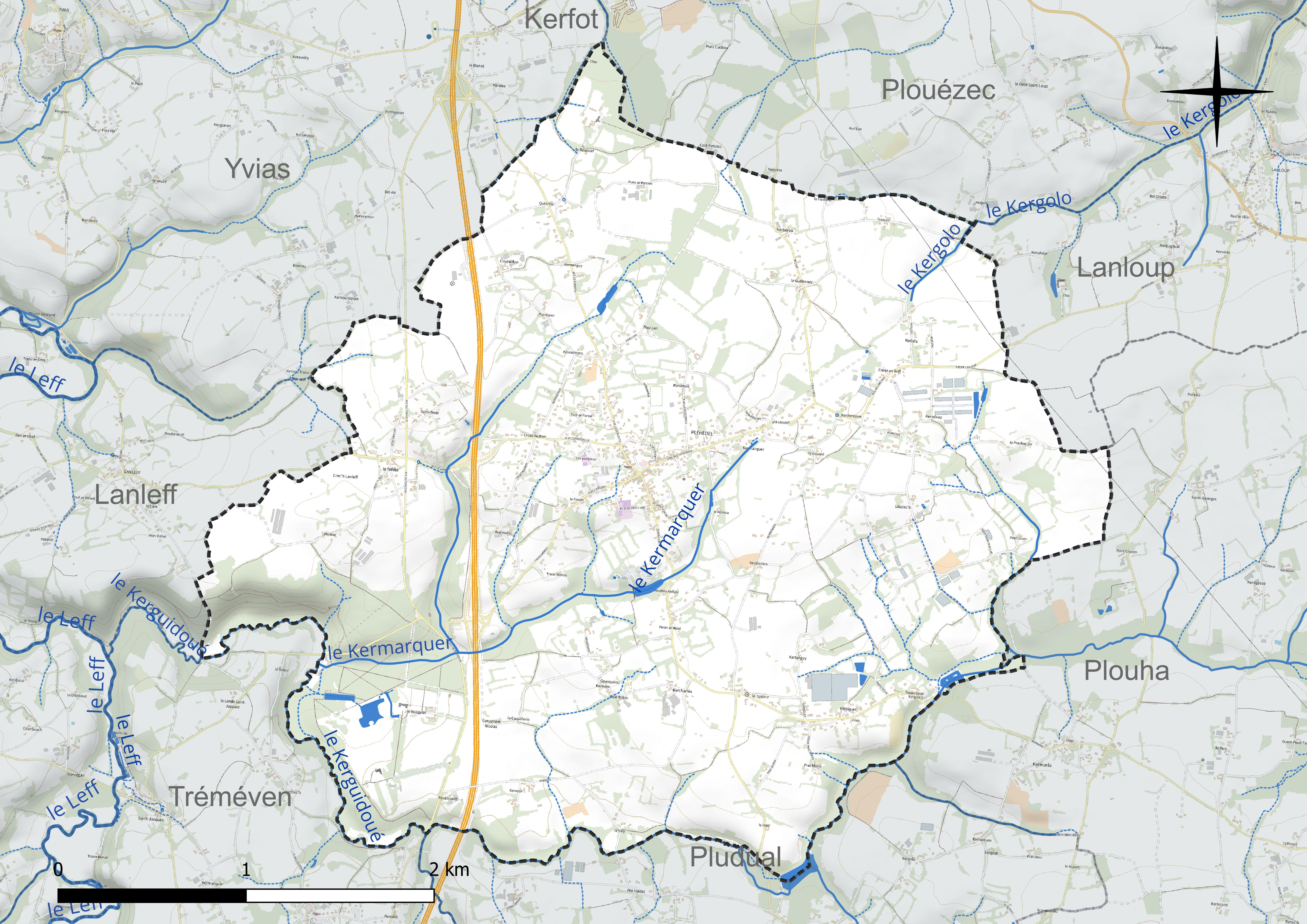
Réseau hydrographique de Pléhédel.

### Climat
Pour des articles plus généraux, voir Climat de la Bretagne et Climat des Côtes-d'Armor.
En 2010, le climat de la commune est de type climat océanique franc, selon une étude du Centre national de la recherche scientifique s'appuyant sur une série de données couvrant la période 1971-2000. En 2020, Météo-France publie une typologie des climats de la France métropolitaine dans laquelle la commune est exposée à un climat océanique et est dans la région climatique  Finistère nord, caractérisée par une pluviométrie élevée, des températures douces en hiver (6 °C), fraîches en été et des vents forts. Parallèlement l'observatoire de l'environnement en Bretagne publie en 2020 un zonage climatique de la région Bretagne, s'appuyant sur des données de Météo-France de 2009. La commune est, selon ce zonage, dans la zone « Intérieur », exposée à un climat médian, à dominante océanique.  
Pour la période 1971-2000, la température annuelle moyenne est de 11,1 °C, avec  une amplitude thermique annuelle de 10,8 °C. Le cumul annuel moyen de précipitations est de 794 mm, avec 13 jours de précipitations en janvier et 6,7 jours en juillet. Pour la période 1991-2020, la température moyenne annuelle observée sur la station météorologique la plus proche, située sur la commune de Lanleff à 3 km à vol d'oiseau, est de 11,7 °C et le cumul annuel moyen de précipitations est de 845,9 mm,. Pour l'avenir, les paramètres climatiques de la commune estimés pour 2050 selon différents scénarios d'émission de gaz à effet de serre sont consultables sur un site dédié publié par Météo-France en novembre 2022.

## Urbanisme

### Typologie
Au 1er janvier 2024, Pléhédel est catégorisée commune rurale à habitat dispersé, selon la nouvelle grille communale de densité à 7 niveaux définie par l'Insee en 2022.
Elle est située hors unité urbaine. Par ailleurs la commune fait partie de l'aire d'attraction de Paimpol, dont elle est une commune de la couronne,. Cette aire, qui regroupe 13 communes, est catégorisée dans les aires de moins de 50 000 habitants,.

### Occupation des sols
L'occupation des sols de la commune, telle qu'elle ressort de la base de données européenne d’occupation biophysique des sols Corine Land Cover (CLC), est marquée par l'importance des territoires agricoles (76,6 % en 2018), en diminution par rapport à 1990 (84,9 %). La répartition détaillée en 2018 est la suivante : 
zones agricoles hétérogènes (63 %), terres arables (13,5 %), zones urbanisées (11,9 %), forêts (9 %), espaces verts artificialisés, non agricoles (2,6 %). L'évolution de l’occupation des sols de la commune et de ses infrastructures peut être observée sur les différentes représentations cartographiques du territoire : la carte de Cassini (XVIIIe siècle), la carte d'état-major (1820-1866) et les cartes ou photos aériennes de l'IGN pour la période actuelle (1950 à aujourd'hui).

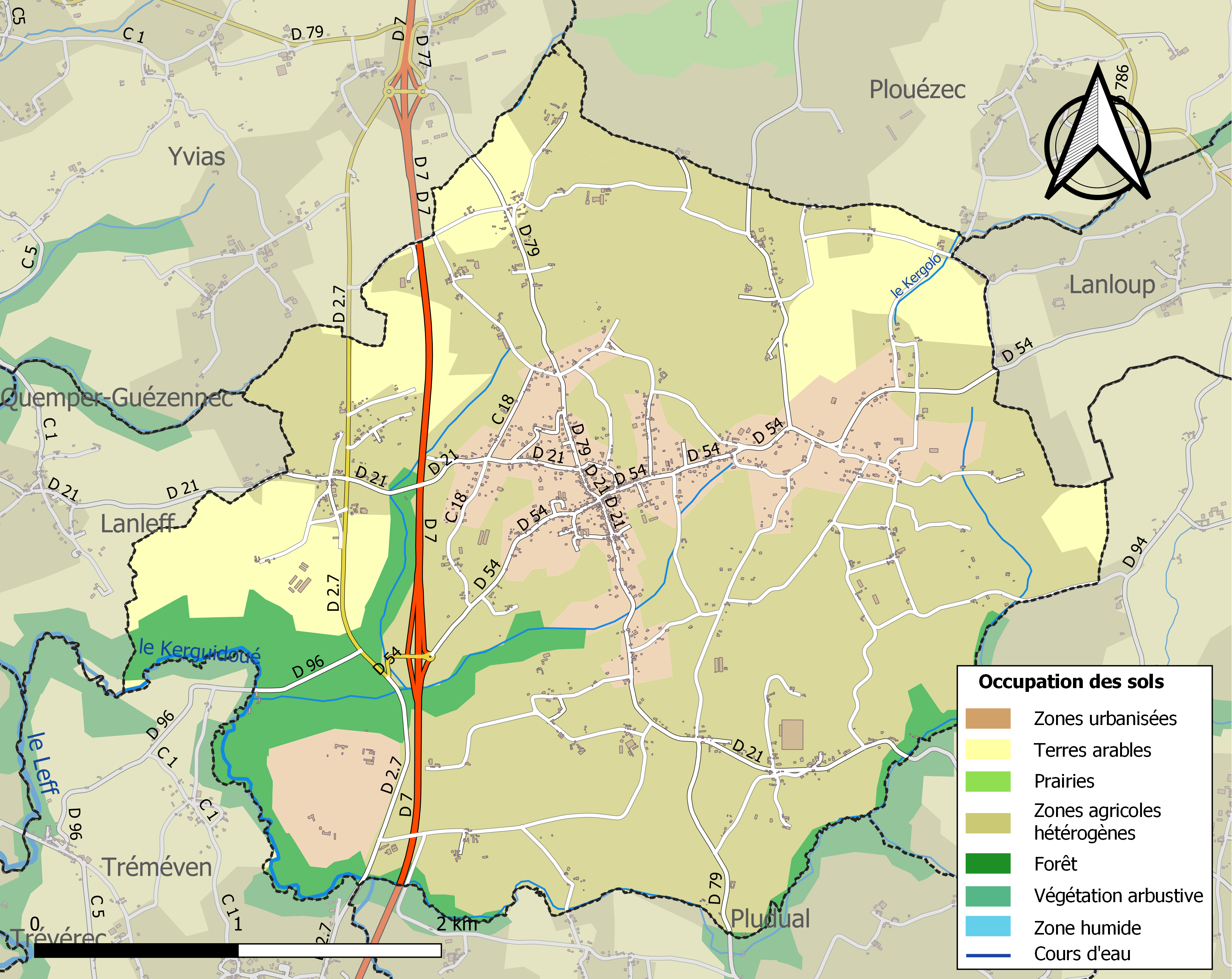
Carte des infrastructures et de l'occupation des sols de la commune en 2018 (CLC).

## Toponymie
Le nom de la localité est attesté sous les formes Plohedel en 1245, Pleuheudel en 1294, Ecclesia de Plehedel en 1295, Plehedel vers 1330, Parrochia de Pleheder en 1362, Ploehedel en 1364, Pleuhedelen 1423, Ploeheudel en 1426, Plouedel en 1486.

On trouve la forme Plehedel dès 1428.
Le nom Pléhédel viendrait soit du breton plouev ou ploe (paroisse) et de Saint Hédel ou Saint Heudel, saint breton inconnu ou du breton plouev ou ploe (paroisse) et de Uhel (élevée).

## Histoire
Sous l'Ancien Régime, Pléhédel appartenait à l’archidiaconé du Goëlo, à l’évêché de Saint-Brieuc et au comté du Goëlo. Son histoire est également liée à celle de la vicomté de Pléhédel, et celle de la Maison de Boisgelin.

### Temps modernes
Un aveu de 1690 indique qu'à Pléhédel se trouvait une « caquinerie », un hôpital où l'on traitait la lèpre.

### LeXXesiècle

#### Les guerres duXXesiècle
Le monument aux morts porte les noms de 84 soldats morts pour la Patrie :
- 70 sont morts durant la Première Guerre mondiale ;
- 14 sont morts durant la Seconde Guerre mondiale.

Le 28 décembre 1940, un bombardier de la Royal Air Force avec un équipage de 5 hommes, qui venait de bombarder Lorient, s'écrasa à la sortie ouest de Lanvollon. L'équipage eut le temps de sauter en parachute. Le sergent-chef pilote Arnold Mott, d'abord caché par plusieurs habitants, le fut ensuite par Jean-Baptiste Legeay (en religion frère Clair-Marie), frère économe au pensionnat du Roscoat en Pléhédel, qui le munit de faux papiers en utilisant le cachet officiel de la mairie de Pléhédel ; il le fit conduire par Jean Le Goff, âgé de 19 ans, qui travaillait dans une ferme du hameau de Kereven (en Pléhédel), jusqu'à Nantes pour rejoindre une filière d'évasion ; trois jours plus tard, le radio, l'irlandais Mac Millan, fut à son tour conduit à Nantes par le même Jean Le Goff.

## Politique et administration

### Liste des maires
| Période                                  | Période              | Identité                       | Étiquette | Qualité |
| ---------------------------------------- | -------------------- | ------------------------------ | --------- | --- |
| Les données manquantes sont à compléter. |                      |                                |           | |
| ca. 1941                                 |                      | M. Thomas                      |           | |
| mai 1945                                 | janvier 1974 (décès) | Yves Le Moullec (1912-1974)    |           | Agriculteur |
| 1974                                     | juin 1980 (décès)    | Jean-Claude Daniel (1935-1980) | PS        | Commerçant |
| août 1980                                | septembre 1991       | Alain Parlier                  | RPR       | Médecin Adjoint au maire (1977 → 1980)                                                                                          |
| octobre 1991                             | mars 2014            | Yvon Le Put (1946-2024)        | PS        | Psychologue scolaire retraité, ancien instituteur Maire honoraire (2015) 4e vice-président de la CC Paimpol-Goëlo (2008 → 2014) |
| mars 2014                                | 25 mai 2020          | Anne Deltheil (1947-2024)      | DVG       | Conductrice de travaux retraitée 5e vice-présidente de la CC Paimpol-Goëlo (2014 → 2016)                                        |
| 25 mai 2020                              | En cours             | Daniel Ropers                  |           | Artisan taxi et pompes funèbres Adjoint au maire (2001 → 2020)                                                                  |

## Démographie
L'évolution du nombre d'habitants est connue à travers les recensements de la population effectués dans la commune depuis 1793. Pour les communes de moins de 10 000 habitants, une enquête de recensement portant sur toute la population est réalisée tous les cinq ans, les populations de référence des années intermédiaires étant quant à elles estimées par interpolation ou extrapolation. Pour la commune, le premier recensement exhaustif entrant dans le cadre du nouveau dispositif a été réalisé en 2007.

En 2022, la commune comptait 1 317 habitants, en évolution de +1,23 % par rapport à 2016 (Côtes-d'Armor : +1,78 %, France hors Mayotte : +2,11 %).
| 1793  | 1800  | 1806  | 1821  | 1831  | 1836  | 1841  | 1846  | 1851  |
| ----- | ----- | ----- | ----- | ----- | ----- | ----- | ----- | ----- |
| 1 147 | 1 062 | 1 394 | 1 554 | 1 725 | 1 739 | 1 636 | 1 710 | 1 760 |

| 1856  | 1861  | 1866  | 1872  | 1876  | 1881  | 1886  | 1891  | 1896  |
| ----- | ----- | ----- | ----- | ----- | ----- | ----- | ----- | ----- |
| 1 696 | 1 706 | 1 769 | 1 563 | 1 767 | 1 693 | 1 760 | 1 668 | 1 641 |

| 1901  | 1906  | 1911  | 1921  | 1926  | 1931  | 1936  | 1946  | 1954  |
| ----- | ----- | ----- | ----- | ----- | ----- | ----- | ----- | ----- |
| 1 609 | 1 640 | 1 600 | 1 416 | 1 441 | 1 322 | 1 133 | 1 320 | 1 304 |

| 1962  | 1968  | 1975  | 1982  | 1990  | 1999  | 2006  | 2007  | 2012  |
| ----- | ----- | ----- | ----- | ----- | ----- | ----- | ----- | ----- |
| 1 288 | 1 134 | 1 185 | 1 200 | 1 085 | 1 122 | 1 253 | 1 272 | 1 286 |

| 2017  | 2022  | - | - | - | - | - | - | - |
| ----- | ----- | - | - | - | - | - | - | - |
| 1 313 | 1 317 | - | - | - | - | - | - | - |

## Lieux et monuments
- L'église Saint-Pierre (1837).
- Château de Coatguélen (1840), extérieur visitable de Pâques à la Toussaint.
- Manoir de Boisgelin,  Inscrit MH (1964), XVIe siècle.
- Château du Roscoat (XVIIe-XIXe siècle).
- Chapelle Samson, au Roscoat.
- Chapelle Saint-Michel.

## Personnalités liées à la commune
- Charles Eugène de Boisgelin (1726-1791), capitaine de vaisseau, né et mort à Pléhédel.
- Jean-Baptiste Legeay (1897-1943), membre des Frères de l'instruction chrétienne de Ploërmel, résistant, arrêté à Pléhédel puis décapité à Cologne.